# Georg Albrecht von Birckholtz
Georg Albrecht von Birckholtz (* 13. Mai 1710; † 24. Juli 1777 in Königsberg i. Pr.) war ein preußischer Landrat und Kammerbeamter. Er stand von 1735 bis 1744 dem Kreis Dramburg vor und wurde dann Direktor, später Präsident der Neumärkischen Kriegs- und Domänenkammer.
Er stammte aus der adligen Familie von Birckholtz. Sein Vater Carl Berndt von Birckholtz (* 1666; † 1746) war preußischer Rittmeister und Erbherr auf Saranzig, Dormitzel, Schilde und Neu Lobitz. Seine Mutter war eine geborene von der Goltz.  
Georg Albrecht von Birckholtz besuchte das Pädagogium zu Glaucha. Ab 1729 studierte er Rechtswissenschaften an der Universität Halle. 1734 wurde er Auskulator an der Neumärkischen Kriegs- und Domänenkammer in Küstrin.
Im Jahre 1735 wurde er Landrat des damals zur Neumark gehörenden Kreises Dramburg. 1744 wurde er Kammerdirektor bei der Neumärkischen Kriegs- und Domänenkammer; sein Nachfolger als Landrat wurde George Ernst von der Goltz. 1763 rückte er als Nachfolger von Samuel Gottlieb von Rothenburg zum Kammerpräsidenten auf. 1768 wurde er durch König Friedrich II. ohne Pension verabschiedet; neuer Kammerpräsident wurde Balthasar Leopold von Brauchitsch. 
Die Familiengüter Neu Lobitz und Schilde erbte Georg Albrecht von Birckholtz im Jahre 1754 nach dem Tod seines älteren Bruders Johann Carl von Birckholtz. Beide Güter waren hoch verschuldet und wurden mehrmals zum Verkauf gestellt, ohne dass sich ein Käufer gefunden hätte. Ferner erbte er von seinem Bruder das Gut Rosenow im  Borckeschen Kreis in Hinterpommern, das dieser 1747 gekauft hatte; Rosenow wurde 1774 gerichtlich an den Meistbietenden verkauft.
Wegen seiner schlechten Vermögenslage bemühte Birckholtz sich um eine Pension, auch sein Sohn, damals Leutnant, schrieb deswegen an den König. Birckholtz erhielt das Amt des Lotterie-Direktors in Ostpreußen. Als solcher starb er 1777 in Königsberg i. Pr.
Georg Albrecht von Birckholtz war seit 1740 mit Sophie Henriette Albertine, einer Tochter des Kammerpräsidenten Christian Ernst von Münchow, verheiratet. 